# Año Internacional de los Afrodescendientes
El 2011 fue proclamado como el Año Internacional de los Afrodescendientes por la Asamblea General de las Naciones Unidas el 18 de diciembre de 2009, durante su sexagésimo cuarto período de sesiones. Esta designación subrayó la importancia de fortalecer las medidas nacionales e internacionales para garantizar el pleno disfrute de los derechos económicos, sociales, culturales, civiles y políticos de los afrodescendientes. También buscó promover la participación activa de este grupo en la vida social, económica y política, así como fomentar un mayor conocimiento y respeto por su rica herencia cultural y diversidad.
La proclamación respondió a la necesidad de visibilizar los desafíos que enfrentan los afrodescendientes a nivel global, muchos de los cuales están ligados al legado histórico de la esclavitud y la trata transatlántica. El Año fue ideado como un catalizador para intensificar los esfuerzos internacionales dirigidos a combatir el racismo, la discriminación racial, la xenofobia y otras formas de intolerancia, y promover una integración más plena de los afrodescendientes en todos los aspectos de la sociedad.

## Actividades y alcance
Este Año fue acompañado de un extenso programa de actividades organizadas por Estados miembros, organismos especializados de las Naciones Unidas y organizaciones de la sociedad civil. Entre los eventos destacados, en marzo de 2011 se realizaron debates y discusiones en Ginebra, como parte del Consejo de Derechos Humanos y del Comité para la Eliminación de la Discriminación Racial, enfocados en las causas y consecuencias de la discriminación racial. Estas reuniones también resaltaron las contribuciones culturales y sociales de los afrodescendientes.
Simultáneamente, una coalición global de organizaciones civiles promovió actividades culturales, conferencias, eventos educativos y seminarios en distintas regiones del mundo, buscando sensibilizar a la opinión pública y generar un cambio positivo en las condiciones de vida de los afrodescendientes. El financiamiento de estas actividades provino tanto de aportaciones voluntarias de los Estados como de donantes privados.
El Año Internacional destacó la situación de los aproximadamente 200 millones de afrodescendientes en las Américas, así como de millones más en otras partes del mundo, visibilizando su contribución a la sociedad global y sus demandas de justicia e igualdad. Fue un momento crucial para reflexionar sobre el racismo estructural y avanzar hacia sociedades más inclusivas. La Declaración y el Programa de Acción de Durban, adoptados en 2001, sirvieron de marco referencial para muchas de las actividades del Año, subrayando el compromiso internacional de combatir la discriminación racial.